# ليليتي خومالو
ليليتي خومالو (بالإنجليزية: Leleti Khumalo) هي ممثلة جنوب أفريقية، ولدت في 30 مارس 1970 بديربان في جنوب أفريقيا.

## أعمال

### أفلام
- (2009) الذي لا يقهر[6]

## وصلات خارجية
- ليليتي خومالو على موقع IMDb (الإنجليزية)
- ليليتي خومالو على موقع ألو سيني (الفرنسية)
- ليليتي خومالو على موقع قاعدة بيانات برودواي على الإنترنت (الإنجليزية)
- ليليتي خومالو على موقع قاعدة بيانات الفيلم (الإنجليزية)